# 아현동 도시가스 폭발 사고
아현동 도시가스 폭발사고는 1994년 12월 7일 오후 2시 52분경 서울특별시 마포구 아현1동 도로공원 한국가스공사 아현밸브스테이션 지하실에서 계량기 점검시 전동밸브 틈새로 다량 방출된 가스가 환기통 주변 모닥불 불씨에 점화되어 폭발한 사고이다. 이 사고로 사망자가 12명, 부상자 101명 등의 인명피해와 건물 145동(전파 75, 부분파손 70), 동산 431건, 영업손실 47점, 차량손실 92대 등의 물적 피해 및 이재민 210세대 555명 등 엄청난 손실을 초래하였다.

## 같이 보기
- 대구 상인동 가스 폭발 사고
- 부천 LPG 충전소 폭발 사고
- 익산 충전소 가스 폭발 사고